# Huehuetlán el Grande
Huehuetlán el Grande är en kommun i Mexiko.   Den ligger i delstaten Puebla, i den sydöstra delen av landet, 130 km sydost om huvudstaden Mexico City. Antalet invånare är 7 060. Arean är 264 kvadratkilometer.
Terrängen i Huehuetlán el Grande är lite bergig.
Följande samhällen finns i Huehuetlán el Grande:
- Analco
- Santa Ana Otzolotepec
- Colonia Agrícola Hidalgo